# Évelyne Viens
Évelyne Viens (* 6. Februar 1997 in L’Ancienne-Lorette, Québec) ist eine kanadische Fußballspielerin. Die Stürmerin ist seit 2023 Spielerin des italienischen Erstligisten AS Rom und spielt außerdem seit 2021 für die kanadische Nationalmannschaft.

## Karriere

### Vereine
Viens begann während ihrer Zeit an der École secondaire catholique Garneau, ein französischsprachiges Gymnasium in Orleans, einem Vorort von Ontario, mit dem Fußballspielen. Mit der Schulmannschaft gewann sie 2014 und 2015 die nationale Schulmeisterschaft. Des Weiteren spielte sie für den Verein des Québecer Stadtbezirks La Haute-Saint-Charles.
Mit Aufnahme eines Studiums an der University of South Florida ab dem Jahr 2016 kam Viens für deren Sportteam, die USF South Florida Bulls, in Meisterschaftsspielen in der American Athletic Conference bis 2019 zum Einsatz. Während ihrer Vereinszugehörigkeit wurde sie mit 73 Toren in 77 Conferencespielen beste Torschützin und mehrfach ausgezeichnet. 2018 und 2019 spielte sie auch schon für Dynamo de Quebec in der Première Ligue de soccer du Québec.
Im Januar 2020 wurde Viens beim NWSL College Draft vom Sky Blue FC ausgewählt. Wegen der COVID-19-Pandemie in den Vereinigten Staaten wurde die Ausspielung der Meisterschaft ausgesetzt und im Juni 2020 mit dem NWSL Challenge Cup 2020 erneut begonnen. Vom 30. Juni an kam siem sie für den Verein zu 14 Einsätzen. Im August wurde sie an Paris FC ausgeliehen, für den sie in der Division 1 Féminine 2020/21 in 14 Punktspielen eingesetzt wurde, in diesen elf Tore erzielte und damit zu diesem Zeitpunkt eine von zwei sechstbesten Torschützinnen war, jedoch im März 2021 und vor Ablauf der Saison in die Vereinigten Staaten zurückkehrte. Seit Mai 2021 spielt Viens für den NJ/NY Gotham FC, der noch vor Beginn der Spielzeit 2021 aus dem Sky Blue FC hervorgegangen ist. Mit einem erneuten Leihgeschäft kam sie in der Spielzeit 2022 für den schwedischen Erstligisten Kristianstads DFF in 26 Punktspielen zum Einsatz, in denen sie 21 Tore erzielte, womit sie zweitbeste Saisontorschützin war. Nach der Leihe wechselte sie fest nach Schweden.
Zur Saison 2023/24 wechselte Viens nach Italien zur AS Rom. In ihrem ersten Jahr in Italien gewann sie mit den Römern die Meisterschaft und den Pokal. Außerdem wurde sie in der Liga mit 13 Toren die Torschützenkönigen des Wettbewerbs.

### Nationalmannschaft
Viens spielte nie für eine kanadische Juniorinnen-Mannschaft. Im Januar 2021 wurde sie erstmals für ein Trainingscamp der A-Nationalmannschaft nominiert. Mit ihr nahm sie am Einladungsturnier um den SheBelieves Cup 2021 im Februar teil und hatte im Spiel gegen die US-amerikanische Nationalmannschaft ihre Länderspielpremiere; in allen drei Turnierspielen wurde sie eingewechselt. Am 9. April 2021 erzielte sie beim 3:0-Sieg gegen die Nationalmannschaft Wales’ ihr erstes Länderspieltor. Vier Tage später gehörte sie beim 2:0-Sieg gegen die Nationalmannschaft Englands erstmals der Startelf an und erzielte in der dritten Minute das erste Tor.
Im Juni 2021 wurde Viens für die wegen der COVID-19-Pandemie um ein Jahr verschobenen Olympischen Spiele nominiert. Im olympischen Fußballturnier wurde sie in den beiden Spielen der Gruppe E gegen die Nationalmannschaft Japans und Großbritanniens eingesetzt, wobei sie in den mit jeweils 1:1 beendeten Spielen einmal ein- und einmal ausgewechselt wurde. Ihre Mannschaft schloss das Turnier als Olympiasieger und der damit verbundenen Goldmedaille ab.
Am 9. Juli 2023 wurde Viens für die WM 2023 nominiert, kam in jedem der drei Spiele ihres Teams zum Einsatz, wobei sie zweimal ein- und einmal ausgewechselt wurde, und schied mit ihrer Mannschaft nach der Vorrunde aus.

## Erfolge
- Olympiasiegerin: 2021
- Italienische Meisterin: 2023/24
- Italienische Pokalsiegerin: 2023/24
- Torschützenkönigin der Serie A: 2023/24 (13 Tore)
- Stürmerin der Saison der Serie A: 2023/24
- Team des Jahres der Serie A 2024